# Leendert Steenhuis
Leendert Steenhuis (Wildervank, 23 augustus 1896 – Winterswijk, 4 februari 1975) was een Nederlands politicus.
Hij werd geboren als zoon van Jan Evert Steenhuis (1867-1930;  arbeider) en Maria Petronella Molema (1867-1929). Rond 1923 was hij werkzaam als typograaf. In 1940 was hij wethouder in Zuidbroek en kort na de bevrijding werd hij daar door het Militair Gezag benoemd tot waarnemend burgemeester. Eind 1945 volgde zijn benoeming tot burgemeester van die gemeente. Daarnaast was hij tot 1968 voorzitter van de Bond voor Staatspensionering. Steenhuis ging in 1961 als burgemeester met pensioen en overleed in 1975 op 78-jarige leeftijd.